# Köln-Mülheim (stacja kolejowa)
Köln-Mülheim – stacja kolejowa w Kolonii, w kraju związkowym Nadrenia Północna-Westfalia, w Niemczech. Znajdują się tu 4 perony.
| Köln-Mülheim                  |  |                |
| Linia Köln Hbf – Duisburg Hbf |  |                |
| Köln-Buchforst                |  | Köln-Stammheim |